# Ti chiedo perdono
Ti chiedo perdono, nota anche come Pasiones - La nuova storia di Maria (Pasiones), è una telenovela di produzione argentina in 166 puntate da 40 minuti realizzata nel 1987 con Grecia Colmenares e Raul Taibo. La sigla originale è stata cantata da Silvestre. In Italia la sigla d'apertura è Innamorata senza te, cantata dalla doppiatrice della protagonista, Anna Radici. La sigla di chiusura è Amor mi amor di Nicolas de Angelis.
In Italia è stata trasmessa da Odeon TV, nel 1990 con il titolo Pasiones - La nuova storia di Maria. Nella versione originale la protagonista si chiama Milagros, ma venne modificato in Maria per sfruttare lo straordinario successo ottenuto dalla Colmenares su Odeon TV nella telenovela precedente intitolata appunto Maria.

## Trama
La storia è ambientata a Buenos Aires e racconta di Maria, innocente ma coraggiosa campagnola che si reca in città dopo la morte della madre insieme alla sorella cieca ed alla nipote neonata, figlia di un'altra sorella, coinvolta nel giro delle intrattenitrici nei locali notturni. A Buenos Aires incontra Abel che aveva già conosciuto e soccorso nel suo paesino di campagna quando questi aveva subito un grave incidente: se ne innamora follemente, nonostante la differenza di classe sociale e lo stato civile dell'uomo. Abel infatti è uno degli eredi della tenuta agricola dove la famiglia di Maria prestava servizio e dalla quale Italo Linares, uomo d'affari senza scrupoli e fratello maggiore di Abel, aveva cacciato l'intera famiglia della povera ragazza quando la madre di Maria era ammalata. Inoltre Abel è in procinto di sposarsi con Barbara ma dopo il matrimonio capisce di ricambiare Maria (che nel frattempo viene assunta come domestica proprio da Barbara) e di disprezzare invece sua moglie che altri non è che una ragazza capricciosa e capace di tutto; la donna infatti terrà legato a sé Abel per capriccio e ambizione sociale, nonostante abbia una storia con un collega, inoltre fingerà sulla paternità di suo figlio e si impossesserà del figlio di Maria, aiutata da sua madre e dalla madre di Abel (Martina) che non hanno mai visto di buon occhio l'arrivo di Maria nelle loro famiglie. Maria dovrà quindi lottare per far valere i propri diritti e vivere un'esistenza felice accanto al suo amato.